# گولیمی
گولیمی (به ایتالیایی: Guilmi) یک کومونه در ایتالیا است که در استان کییتی واقع شده‌است.

## خصوصیات
گولیمی ۱۲ کیلومترمربع مساحت و ۴۸۶ نفر جمعیت دارد و ۶۷۴ متر بالاتر از سطح دریا واقع شده‌است.